# Plaza de la Cultura (República Dominicana)
La Plaza de la Cultura Juan Pablo Duarte popularmente conocida como Plaza de la Cultura es una amplia extensión de terreno ubicada en Santo Domingo, República Dominicana. Dentro de estas instalaciones funcionan el Teatro Nacional Eduardo Brito, el Museo Nacional de Historia Natural Prof. Eugenio de Jesús Marcano, el Museo del Hombre Dominicano, el Museo de Historia y Geografía (República Dominicana), el Museo de Arte Moderno de Santo Domingo, la Biblioteca Nacional de República Dominicana y la Cinemateca Dominicana.

## Construcción
En los terrenos donde se encuentra ubicada la Plaza de la Cultura actualmente, se ubicaba la hacienda de Julia Molina Chevalier, madre del tirano Rafael Leónidas Trujillo y que luego de la muerte de este último, el entonces presidente Joaquín Balaguer destinó dicho terreno para la construcción de una mega-plaza de carácter meramente cultural y dejaría inaugurados los espacios destinados para los museos: Del Hombre Dominicano, De Historia y Geografía, De Arte Moderno, De Historia Natural, el Teatro Nacional Eduardo Brito, la Biblioteca Nacional y la Cinemateca Dominicana. Es el espacio cultural y educativo más grande de la República Dominicana.

## Instalaciones

### Edificaciones y atracciones
Dentro de la Plaza de la Cultura se encuentran las siguientes instalaciones:
- La Biblioteca Nacional de República Dominicana inaugurada el 28 de febrero de 1971.[2]
- El Teatro Nacional Eduardo Brito inaugurado el 16 de agosto de 1973.[3]
- El Museo del Hombre Dominicano inaugurado el 12 de octubre de 1973 con motivo del V Centenario del Descubrimiento de América.[4]
- El Museo Nacional de Historia Natural construido en 1974 e inaugurado en 1982.
- El Museo de Arte Moderno de Santo Domingo inaugurado el 15 de diciembre de 1976.[5]
- El Museo de Historia y Geografía (República Dominicana) inaugurado en marzo de 1982 y cerrado desde 2005 por la infestación de hongos de tipo Penicillium, Cladosporium, Aspergillus entre otros.[6]
- La Cinemateca Dominicana inaugurada en 1979.[7]

A excepción de la Biblioteca Nacional que fue remozada y modernizada en el año 2012, l y el Museo de Historia Natural, los museos presentes en la plaza se encuentran sumidos en el abandono. Las majestuosas edificaciones que los albergan se encuentran descuidadas, maltratadas y con mobiliario y equipos totalmente obsoletos y en desuso.

### Eventos
La Plaza de la Cultura ha sido la sede por décadas de la Feria Internacional del Libro de Santo Domingo, evento cultural que se celebra anualmente en el país.

## Controversias
Muchos expertos han mostrado su desacuerdo a lo largo de los años de que la Plaza de la Cultura sirva como sede de la Feria Internacional del Libro de Santo Domingo debido a que esta es muy concurrida y suelen apostarse en la misma cientos de puestos de comida para satisfacer a los visitantes, dando como resultado una acumulación de desperdicios y escombros que en ocasiones permanece durante meses en dicha plaza.
Desde su inauguración, a excepción del Teatro Nacional Eduardo Brito y la Biblioteca Nacional ninguna de las edificaciones ha recibido grandes remodelaciones, de hecho, el mantenimiento ha sido mínimo, desencadenando situaciones como el cierre del Museo de Historia y Geografía por la infestación de hongos de tipo Penicillium, Cladosporium, Aspergillus entre otros, el Museo de Historia Natural corrió la misma suerte en 2004 y que le costó la vida a su entonces director Fernando Luna Calderón luego fue remozado y es uno de los que se encuentra en mejores condiciones. El Museo del Hombre Dominicano se encuentra sumido en el abandono y petrificado en los años 1970 la mayoría de su mobiliario se ha dañado, los elevadores se encuentran totalmente oxidados e inoperables, las exhibiciones abandonadas y las salas ni siquiera con luces.